# Myophthiria capsoides
Myophthiria capsoides är en tvåvingeart som beskrevs av Camillo Rondani 1878. Myophthiria capsoides ingår i släktet Myophthiria och familjen lusflugor. Inga underarter finns listade i Catalogue of Life.